# Josef Hrabě (hudebník)
Josef Hrabě (14. března 1816 Bubeneč – 20. března 1870 Praha) byl český kontrabasista a hudební pedagog.

## Hudební činnost
V letech 1831-1837 byl žákem profesora Václava Gauzeho na Pražské konzervatoři a od roku 1845 jej v této pozici vystřídal. Hrabě byl členem mnoha pražských orchestrů a vystupoval také jako sólista
Roku 1865 vydal učebnici Navedení k hraní na bassu a 86 etud pro kontrabas, které se dodnes používají na hudebních školách a staly se součástí mnoha pozdějších vydání a také koncertní variace a přepisy českých lidových písní.
Mezi žáky Hraběte patřil také František Simandl.